# Cassa di Sovvenzioni e Risparmio fra il Personale della Banca d'Italia
La Cassa di Sovvenzioni e Risparmio fra il Personale della Banca d’Italia S.c.r.l. (conosciuta anche come CSR) è un istituto di credito italiano: più precisamente trattasi di banca popolare.
La particolarità di CSR è che può annoverare tra i suoi soci e clienti esclusivamente dipendenti di Banca d'Italia, in servizio o in pensione, ed i loro strettissimi famigliari. 

## Storia
Nasce nel dicembre 1902 grazie ad un gruppo di impiegati di Banca d'Italia, con il nome di Cassa di Sovvenzioni e Risparmio fra gli Impiegati della Banca d'Italia. 
Assume l'attuale denominazione nel 1947. Il motivo per cui venne creata fu garantire l'indipendenza dei dipendenti; infatti, dovendo esercitare funzioni di vigilanza e controllo su tutte le banche e sul sistema del credito in generale, si voleva evitare che si dovessero rivolgere a enti da loro sorvegliati per le richieste di finanziamento a fini personali.
Con sede a Palazzo Koch, nel tempo è arrivata ad aprire uno sportello presso ogni filiale dell'Istituto (39 in totale), annoverando 52 dipendenti.
Il 2016 è stato chiuso con un utile di 19.7 milioni di euro, 3.1 miliardi di raccolta, 931 milioni di euro di impieghi, 49% di capitale di classe 1.
Detiene anche una quota di Banca d'Italia.